# Ла Мадалена (Каљари)
Ла Мадалена (итал. La Maddalena) је насеље у Италији у округу Каљари, региону Сардинија.
Према процени из 2011. у насељу је живело 7877 становника. Насеље се налази на надморској висини од 6 м.